# Thomas Willoughby Newton
Thomas Willoughby Newton (* 18. Januar 1804 in Alexandria, Virginia; † 22. September 1853 in New York City) war ein US-amerikanischer Politiker. Im Jahr 1847 vertrat er für einen Monat den ersten Wahlbezirk des Bundesstaates Arkansas im US-Repräsentantenhaus.

## Werdegang
Thomas Newton besuchte die öffentlichen Schulen seiner Heimat in Virginia. Im Jahr 1820 zog er nach Little Rock im Arkansas-Territorium. Zwischen 1825 und 1829 war er Gerichtsdiener am Bezirksgericht im Pulaski County. Danach zog er für einige Jahre in das Shelby County in Kentucky. Nach seiner Rückkehr nach Little Rock im Jahr 1837 arbeitete Newton als Kassierer bei einer Bank.
Newton war Mitglied der Whig Party. Zwischen 1844 und 1848 saß er im Senat von Arkansas. Nachdem der damalige Kongressabgeordnete des ersten Distrikts von Arkansas, Archibald Yell, sein Mandat niedergelegt hatte, um am Mexikanisch-Amerikanischen Krieg teilzunehmen, wurde Thomas Newton 1846 in einer Nachwahl zu dessen Nachfolger im US-Repräsentantenhaus gewählt. Dort beendete er zwischen dem 6. Februar und dem 3. März 1847 die Legislaturperiode seines Vorgängers. Bei den regulären Kongresswahlen des Jahres 1846 kandidierte Newton nicht mehr. Er starb im September 1853 in New York und wurde in Little Rock beigesetzt.